# ماريسول جارسيا
ماريسول فاليس غارسيا (ولدت عام 1989 بسيوداد خواريز، تشيهواهوا، المكسيك) هي رئيسة الشرطة السابقة لمدينة براكسيديس جي جيريرو الواقعة في ولاية تشيهواهوا شمال المكسيك بالقرب من مدينتي سيوداد خواريز وغوادالوبي. كانت هي الشخص الوحيد الذي تقدم لهذه الوظيفة وفي مارس 2011، فصلت من منصبها بعد أن فشلت في الحضور للعمل. فرت فاليس وعائلتها إلى الولايات المتحدة حيث يسعون حاليًا للحصول على اللجوء.

## الخلفية
منذ أن أعلن الرئيس المكسيكي فيليبي كالديرون الحرب على عصابات المخدرات في عام 2006، بلغ عدد القتلى في البلاد فيما يتعلق بجرائم المخدرات حوالي 30000. استهدف رؤساء البلديات والشرطة على وجه التحديد.
في أوائل أكتوبر 2010، عُثر على عمدة تانسيتارو غوستافو سانشيز وقد تعرض للضرب حتى الموت ويداه مقيدتان خلف ظهره. وكان قد صرح بأن «الخوف موجود دائمًا، ولكن إذا كانت لديك الشجاعة والرغبة في تقديم مساهمة، فهذا يفوق الخوف».

### وادي براكسيديس جي جيريرو
قبل الحرب على العصابات، كانت براكسيديس جي غيريرو الريفية بلدة هادئة. تتقاتل عصابتا مخدرات متنافستان، هما كارتل خواريز وكارتل سينالوا، للسيطرة على الطريق السريع الرئيسي في المنطقة، مما يجعل شيواوا واحدة من أخطر الأماكن في العالم. يختبئ السكان في المنازل خوفًا من العنف والموت. وفي مدينة سيوداد خواريز المجاورة وتحديدًا في أكتوبر 2010 ، قتلت العصابة أكثر من 12 شخصًا، من بينهم أطفال، في حفل عيد ميلاد.
أُختطف وقتل العديد من ضباط الشرطة في سيوداد خواريز، وتعرض مانويل كاسترو، الرئيس السابق لبراكسيديس جي غيريرو، للتعذيب وقطع رأسه .

### البحث عن قائد للشرطة
مع استقالة جميع ضباط الشرطة باستثناء ثلاثة، سعى رئيس البلدية خوسيه لويس غيريرو بشدة إلى إيجاد حلول، فبعد عام من عدم وجود قائد للشرطة، كانت ماريسول فاليس غارسيا، البالغة من العمر 20 عامًا، والتي كانت طالبة تعمل للحصول على شهادة في علم الإجرام في جامعة غوادالاخارا، الشخص الوحيد المستعد لقبول الوظيفة. أدت ماريسول اليمين الدستورية في 18 أكتوبر 2010. اجتذب هذا الخبر الاهتمام الدولي، ودفع وسائل الإعلام الإخبارية إلى وصفها بـ «أشجع امرأة في المكسيك».

### التهديدات وطلب اللجوء
في غضون أسبوعين، بدأت فاليس غارسيا في تلقي مكالمات هاتفية تهديدية مع عروض للعمل مع العصابات. وفي 1 مارس 2011، تلقت تهديدًا بالاختطاف من رجل قام بمضايقتها لمدة أربعة أشهر تقريبًا. في نفس اليوم فرت فاليس غارسيا وعائلتها إلى الولايات المتحدة لطلب اللجوء. ومنذ ذلك الحين حصلت على تصريح عمل في ذلك البلد وتعيش حاليًا في إل باسو بولاية تكساس.
أفتتحت مسرحية بعنوان "So Go the Ghosts of Mexico" لماثيو بول أولموس، بناءً على تجربتها، وتٌسرد قصتها أيضًا في نادي لا ماما للمسرح التجريبي، مانهاتن، في أبريل 2013.